# Щёлоков, Николай Анисимович
Никола́й Ани́симович Щёлоков (26 ноября 1910, Алмазная, Екатеринославская губерния — 13 декабря 1984, Москва) — советский государственный деятель. С 1966 года по 1982 год — министр внутренних дел СССР. Генерал армии (10 сентября 1976; лишён звания 6 ноября 1984).
Член КПСС с 1931 года по 7 декабря 1984 года. Член ЦК КПСС с 10 апреля 1968 года по 15 июня 1983 года (кандидат в члены ЦК КПСС с 8 апреля 1966 года по 10 апреля 1968 года).
Доктор экономических наук (1978). Герой Социалистического Труда (1980; лишён звания 12 декабря 1984 года).

## Биография
Николай Анисимович Щёлоков родился 13 (26) ноября 1910 года на станции Алмазная Екатеринославской губернии — в семье рабочего-металлурга Анисима Митрофановича и Марии Ивановны, врачевательницы. О родителях Щёлоков позже отзывался с большой теплотой.

### Довоенный период
Работать начал с 12 лет коногоном на шахте. По окончании семилетки в 1926 году поступил в горнопромышленное училище, работал на шахте им. Ильича в Кадиевке.
После окончания училища уехал в Днепропетровск, где поступил в институт. В 1931 году вступил в ВКП(б). Окончил Днепропетровский металлургический институт в 1933 году. На протяжении 1930-х годов работал на предприятиях Украины: в 1933—1934 на Алмазнянском заводе «Сталь» (начальник смены доменного цеха), в 1935—1938 — начальником мартеновского цеха Днепропетровского металлургического завода. В 1938 году избирается первым секретарём Красногвардейского райкома партии города Днепропетровска. В 1939—1941 годах работал председателем Днепропетровского горисполкома. Тогда же познакомился с будущим генеральным секретарём ЦК КПСС Леонидом Брежневым, который в это время работал секретарём Днепропетровского обкома компартии Украины.

### Во время Великой Отечественной войны
Как глава города Днепропетровска, с началом Великой Отечественной войны в 1941 году отвечал за эвакуацию промышленных объектов, населения и материальных ценностей.
С июля 1941 года — проходит службу в РККА. Сначала в составе оперативной группы Военного совета Южного фронта в Сталинграде, позднее в качестве руководителя группы.
С 1941 по 1942 год — уполномоченный Военного совета Южного фронта по Сталинградской и Ростовской областям; с 1942 по 1943 год — заместитель начальника тыла Северной группы войск Закавказского и Северо-Кавказского фронтов по политической части.
С 1943 по 1945 год проходит службу в должности начальника политотдела 218-й Ромодано-Киевской стрелковой дивизии и 28-го Львовского стрелкового корпуса. Войну окончил в звании полковника. Во время войны в 1945 познакомился со своей будущей женой Светланой, которая поступила на службу 16.03.1945 и служила медсестрой в медсанбате. Рядовая, награждена медаль «За боевые заслуги».
Участник боёв за Кавказ и освобождения Украины, Польши и Чехословакии.

### Послевоенный период
В 1946—1947 годах — заместитель министра местной промышленности УССР. В 1947—51 годах работал в аппарате ЦК Компартии Украины, был заместителем секретаря ЦК КП Украины по промышленности.
В 1951—62 гг. и в 1965 г. — 1-й заместитель председателя Совета Министров Молдавской ССР, в 1957—58 гг. и в 1962—65 гг. — председатель СНХ Молдавской ССР. В 1965—66 гг. — второй секретарь ЦК КП Молдавской ССР.

### Во главе МВД СССР
С 1966 по 1968 год — министр охраны общественного порядка СССР. Владимир Семичастный, тогда председатель КГБ, спустя годы вспоминал, что он и член Политбюро А. Н. Шелепин возражали против назначения Щёлокова на эту должность, продвигая на неё В. Тикунова («Щёлокова я знал ещё по Украине, когда я работал на Украине секретарём ЦК комсомола, Щёлоков был там завотделом лёгкой и местной промышленности ЦК партии, его там сняли с работы за неприличные дела», — вспоминал Семичастный), однако с подачи Н. Подгорного утверждение Щёлокова министром всё же произошло. В 1968 году Министерство охраны общественного порядка СССР было переименовано в Министерство внутренних дел СССР, главой которого остался Щёлоков. Всего в этой должности провёл рекордный для СССР срок — 16 лет.
В 2015 году на телеканале ТВЦ вышел документальный фильм «Андропов против Щёлокова. Смертельная схватка», в котором утверждается, что Щёлоков был близким другом и протеже Леонида Брежнева, а назначение его главой МВД было методом балансировки власти — с Щёлоковым начал враждовать глава КГБ Юрий Андропов, что было удобно Брежневу, который не хотел чрезмерного усиления КГБ.
По оценке генерал-полковника И. Шилова, «Щёлоков много сделал для личного состава по социальной защищённости и поднятия авторитета МВД в целом». В период руководства МВД Щёлоковым были значительно повышены оклады сотрудников, 10 % всего строившегося жилья было выделено сотрудникам милиции и внутренних войск, созданы новые школы милиции и Академия МВД СССР. Была введена новая форма сотрудников милиции. По инициативе Щёлокова были напечатаны книги и сняты фильмы о милиции, одним из самых зрелищных и престижных стал праздничный концерт ко Дню милиции.
Работа милиции, как искусство, литература, призвана внушить людям непоколебимый оптимизм, веру в лучшие проявления человеческих душ, стремлений, желаний, помыслов. Самого сурового осуждения заслуживает всякое пробуждение жестокости, насилия, вандализма и варварства. Обуздать эти человеческие пороки — обязанность цивилизованного общества. И если говорить юридическим языком, произведения, прославляющие пошлость, порнографию, способствующие насилию, уже сами по себе представляют уголовные деяния.
— Н. А. Щёлоков

### Отношения с диссидентами
Находился в дружеских отношениях с Мстиславом Ростроповичем и Галиной Вишневской. По его инициативе полуопальная Вишневская была награждена орденом Ленина. Направлял в Политбюро записку в защиту Александра Солженицына («К вопросу о Солженицыне», 7 октября 1971 года), которого Политбюро ЦК КПСС собиралось выслать из страны, но его предложения (в том числе — опубликовать «Раковый корпус» и выделить писателю квартиру в Москве) не нашли поддержки. Щёлоков помог Солженицыну в работе над «Августом Четырнадцатого» — доставал для него старые карты.
Щёлоков был первым руководителем, который начал поиски останков Николая II. Когда писатель Гелий Рябов обратился к Щёлокову: «Мы, как русские люди, должны выполнить свой долг и найти тело царя», — Щёлоков приказал начальнику Свердловского УВД оказать полное содействие.
По воспоминаниям полковника полиции в отставке Алексея Тесленко, девизом служебной деятельности Щёлокова было: «Кроме милиции, некому людям помочь!».

### Отставка и самоубийство
17 декабря 1982 года — через месяц после смерти Леонида Брежнева — Николай Щёлоков был освобождён с поста министра в связи с расследованием по фактам коррупции, начатым Андроповым после убийства милиционерами майора КГБ Афанасьева, и переведён в Группу генеральных инспекторов Министерства обороны СССР. Проведённая по указанию нового министра внутренних дел СССР Виталия Федорчука комплексная проверка деятельности МВД СССР, осуществлявшейся в период руководства Щёлокова, выявила значительное количество фактов злоупотреблений и причастности к коррупции. При обыске у Щёлокова были обнаружены антиквариат, драгоценности, множество картин, дорогие автомобили. Общий ущерб государству оценили в 500 тыс. рублей. В махинациях оказались замешаны члены семьи Брежнева.
19 февраля 1983 года совершила самоубийство жена Щёлокова — Светлана Владимировна.
15 июня 1983 года Щёлоков был выведен из состава ЦК КПСС, а 6 ноября 1984 года лишён звания генерала армии. 7 декабря 1984 года Н. А. Щёлоков был исключён из КПСС.
Указом Президиума Верховного Совета СССР от 12 декабря 1984 года № 1512-XI Щёлоков был лишён всех государственных наград, кроме боевых, и звания Героя Социалистического Труда. На следующий день Щёлоков на даче в Серебряном Бору застрелился из охотничьего ружья. За 3 дня до этого он написал К. У. Черненко письмо, в котором отмечал, что «не нарушал законности, не изменял линии партии, ничего у государства не брал» и просил лишь оградить его детей от неприятностей, ибо «они ни в чём не повинны».
Щёлоков похоронен в Москве на Ваганьковском кладбище, в одной могиле с матерью и женой (участок № 20).

## Семья
- Жена Светлана Владимировна (2 февраля 1927 — 19 февраля 1983). Во время Великой Отечественной войны служила медработником[16], в 1945 году познакомилась с Николаем Щёлоковым и позже вышла за него замуж.
- Сын Игорь[17] (умер в 2022).
- Дочь Ирина (умерла в 2021).

## Награды

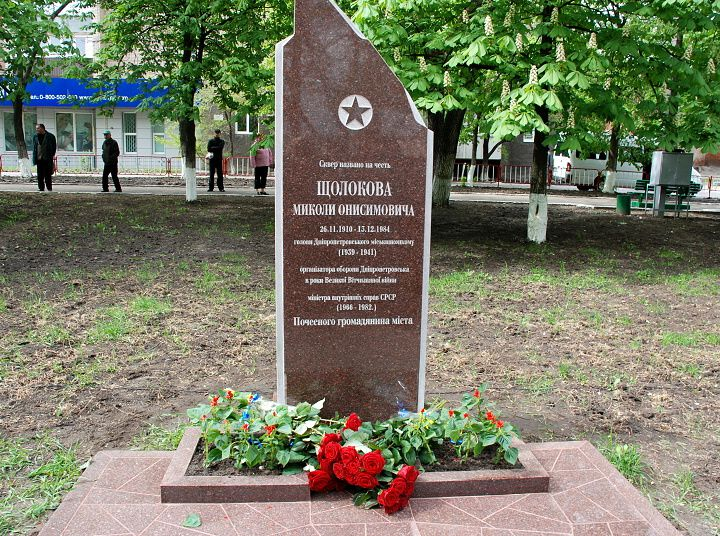
Памятный знак в честь Н. А. Щёлокова в Днепре

- Герой Социалистического Труда (1980)
- Четыре ордена Ленина (1957, 1966, 1970, 1980)
- Орден Октябрьской Революции (1978)
- Два ордена Красного Знамени (1944, 1945)
- Орден Богдана Хмельницкого 2-й степени (1945)
- Орден Отечественной войны 1-й степени (1943)
- Орден Трудового Красного Знамени (1948)
- Орден Красной Звезды (1943)
- Медаль «За отвагу» (1943)
- Медаль «За отличие в охране государственной границы СССР»
- Четыре медали «За отличную службу по охране общественного порядка»
- Медаль «За отвагу на пожаре»
- Медаль «За оборону Кавказа» (1944)
- Медаль «За освоение целинных земель» (1964)
- Медаль «За укрепление боевого содружества» (1982)
- Другие медали СССР
- Орден Белого льва II степени (21 сентября 1970, ЧССР)[18]
- Ордена и медали иностранных государств

## Память
- В Луганской области существует три музейных помещения Щёлокова: в Стахановском городском музее (целая комната), восстановленный дом № 8 по Барнаульской улице в городе Алмазная (дом-музей официально открыт 23 октября 2007 года), в областном музее УВД в Луганске уголок его памяти с личными вещами. В ноябре 2023 года в Стахановском колледже имени К. Петрова была открыта «Парта Героя» в честь знаменитого выпускника[19].
- Почётный гражданин города Днепропетровска (ныне город Днепр).
- 7 мая 2011 года в Днепропетровске у здания главного управления МВД области был открыт памятный знак. По информации центра по общественным связям, памятный знак установлен в сквере, который решением Днепропетровского горисполкома также назван в честь Николая Щёлокова. Сквер переименован в честь Юрия Победоносца решением Днепровского горсовета 26 ноября 2015 года.
- Межрегиональная общественная организация ветеранов оперативных служб «Честь» учредила медаль имени Николая Анисимовича Щёлокова[20].
- В 2022 году образовательной организации среднего профессионального образования «Санкт-Петербургская академия милиции» было присвоено имя Николая Щёлокова[21].

## Адреса в Москве
- Кутузовский проспект, дом 26, этаж 2[22];
- Кутузовский проспект, дом 30, этаж 7[23].

## Киновоплощения
- Владимир Земляникин в художественном фильме Убийство на «Ждановской», 1992 год.
- Игорь Копылов (в молодости) и Геннадий Богачёв («Брежнев», 2005 год).
- Владимир Голованов («Галина», 2008 год).
- Алексей Крыченков («Охотники за бриллиантами», 2011 год).
- Владимир Стеклов в документально-игровом сериале «Казнокрады». КГБ против МВД, 2011 год и в фильме «Пациент № 1», 2023 год.
- Василий Бочкарёв, телесериал «Петля Нестерова», 2015 год.
- Александр Базоев, телесериал «Деньги», 2015 год.
- Владислав Пьявко, телесериалы «Шакал», 2016 год и «Формула мести», 2019 год.
- Игорь Трошин, телесериал «Золото Лагина», 2019 год.
- Владимир Артёмов, телесериал «Охота на певицу», 2020 год.
- В фильме «Телохранитель» 1991 года Щёлоков и его сын стали прототипами главных героев.

## Документальные фильмы
- «Падение всесильного министра» (документальный фильм Максима Файтельберга, Россия, 2005).
- «Николай Щелоков» (документальный фильм Алексея Смаглюка из цикла «Кремлёвские похороны», Россия, 2008).
- «Министр Щёлоков» (документальный фильм Максима Брежнева, Россия, 2013).
- «Андропов против Щелокова. Смертельная схватка» (документальный фильм Андрея Симонова, Россия, 2015).